# E652
La ruta europea E652 és una carretera que forma part de la Xarxa de carreteres europees. Comença a Klagenfurt (Àustria) i finalitza a Naklo (Eslovènia). Té una longitud de 51 km. Té una orientació de nord a sud.